# Charles F. Mercer

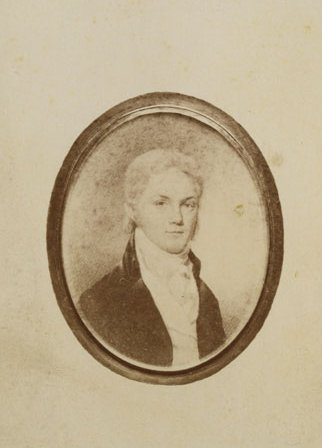
Charles F. Mercer

Charles Fenton Mercer (* 16. Juni 1778 in Fredericksburg, Virginia; † 4. Mai 1858 bei Alexandria, Virginia) war ein US-amerikanischer Politiker. Zwischen 1817 und 1839 vertrat er den Bundesstaat Virginia im US-Repräsentantenhaus.

## Werdegang
Charles Mercer war ein Neffe von John Francis Mercer (1759–1821), der Gouverneur und Kongressabgeordneter für den Staat Maryland war. Ein weiterer Onkel war James Mercer (1736–1793) der Delegierter im Kontinentalkongress war. Außerdem war er ein Cousin der Kongressabgeordneten Robert S. Garnett (1789–1840) und James M. Garnett (1770–1843). Er besuchte das Princeton College. Nach einem anschließenden Jurastudium und seiner 1802 erfolgten Zulassung als Rechtsanwalt begann er in diesem Beruf zu arbeiten.
Mercer ließ sich 1803 dort nieder, wo sich später das Dorf Aldie bildete. 1804 erlangte er das Recht, am Little River einen Damm und eine Wassermühle zu errichten und ließ in den Jahren 1807 bis 1809 eine Mühle erbauen. Während des Britisch-Amerikanischen Krieges von 1812 diente er in verschiedenen Einheiten der Staatstruppen von Virginia und stieg dabei bis zum Brigadegeneral auf. Politisch schloss er sich der Föderalistischen Partei an. Zwischen 1810 und 1817 saß er im Abgeordnetenhaus von Virginia. Von 1828 bis 1833 war er Präsident der Chesapeake and Ohio Canal Company.
Bei den Kongresswahlen des Jahres 1816 wurde Mercer im achten Wahlbezirk von Virginia in das US-Repräsentantenhaus in Washington, D.C. gewählt, wo er am 4. März 1819 die Nachfolge von Joseph Lewis antrat. Nach elf Wiederwahlen konnte er bis zu seinem Rücktritt am 26. Dezember 1839 im Kongress verbleiben. In den 1820er Jahren wurde er ein Gegner des späteren US-Präsidenten Andrew Jackson. Er unterstützte Präsident John Quincy Adams und wurde zunächst Mitglied der kurzlebigen National Republican Party sowie dann der 1835 gegründeten Whig Party. Im Jahr 1829 war er Delegierter auf einer Versammlung zur Überarbeitung der Verfassung von Virginia. Von 1831 bis 1839 war Mercer Vorsitzender des Ausschusses für Straßen und Kanäle. Er gehörte auch zu den Initiatoren der Gründung des Staates Liberia, wohin ehemalige Sklaven in die Freiheit entlassen werden sollten. Im Jahr 1836 war er Vizepräsident der Virginia Colonization Society. Seit dem Amtsantritt von Präsident Jackson im Jahr 1829 wurde innerhalb und außerhalb des Kongresses heftig über dessen Politik diskutiert. Dabei ging es um die umstrittene Durchsetzung des Indian Removal Act, den Konflikt mit dem Staat South Carolina, der in der Nullifikationskrise gipfelte, und die Bankenpolitik des Präsidenten. Seit 1823 vertrat Charles Mercer den 14. Distrikt seines Staates.
Im Jahr 1842 wurde Mercer Vizepräsident der National Society of Agriculture. Er starb am 4. Mai 1858 in der Nähe von Alexandria.

## Belege
1. ↑  James W. Moody, jr. et al.: National Register of Historic Places Nomination Form. (PDF; 1,3 MB) Virginia Department of Historic Resources, 3. Juni 1970, archiviert vom Original am 12. Juni 2012; abgerufen am 2. Juli 2013 (englisch).  Info: Der Archivlink wurde automatisch eingesetzt und noch nicht geprüft. Bitte prüfe Original- und Archivlink gemäß Anleitung und entferne dann diesen Hinweis.